# أسد المن
فصيلة أسد المَنّ (الإسم العلمي:Chrysopidae)، هي فصيلة من الحشرات تتبع رتبة عصبيات الأجنحة، تحتوي على 85 جنساً وأكثر من 1300 نوع، تتواجد في أمريكا الشمالية وأوروبا، معظم أنواع هذه الحشرة ذات الأجنحة الشبكية الرقيقة و العينان الكبيرتان، هي ذات لون أخضر، مع وجود بعض الأصناف ذات اللون البني.

## النمط المعيشي
تضع الإناث البيض فردياً علي سطح الأوراق بحوالي 100-200 بيضة يفقس البيض إلي يرقات مفترسة تتغذي بشراهة علي فرائسها المختلفة حتى اكتمال الطور اليرقي، تدخل بعدها في طور ساكن هو طور العذراء داخل شرنقة حريرية، يخرج من طور العذراء الحشرات الكاملة من إناث وذكور تعيش حرة متغذية علي رحيق الأزهار في أغلب أنواع هذا المفترس، تتزاوج وبعدها تبدأ الإناث في وضع البيض لتعيد دورة حياتها.